# Медаль Отто Гана
Медаль Отто Гана (нім. Otto-Hahn-Medaille) присуджується Товариством Макса Планка молодим науковцям у галузі природничих та суспільних наук. Медаль названа на честь німецького хіміка та лауреата Нобелівської премії Отто Гана, який був першим президентом Товариства Макса Планка від 1948 до 1960 року.
Медаллю щорічно нагороджують не більш як 30 молодих вчених на знак визнання їхніх визначних наукових досягнень. У кожній із трьох тематичних секцій вибирають до 10 лауреатів: 1) Біологія та медицина; 2) Хімія, фізика, інженерна справа; 3) Суспільні науки. Медаль супроводжується грошовою премією у розмірі 7500 євро. Лауреатів нагороджують у Німеччині під час церемонії на щорічних Загальних зборах Товариства Макса Планка.